# Contamana
A cidade peruana de Contamana é a capital da Província de Ucayali, situada no Departamento de Loreto, pertencente a Região de Lima, na zona central do Peru.